# Bonne-Nouvelle (métro de Paris)
Pour les articles homonymes, voir Bonne-Nouvelle.
Bonne-Nouvelle est une station des lignes 8 et 9 du métro de Paris, située à la limite des 2e, 9e et 10e arrondissements de Paris.

## Situation

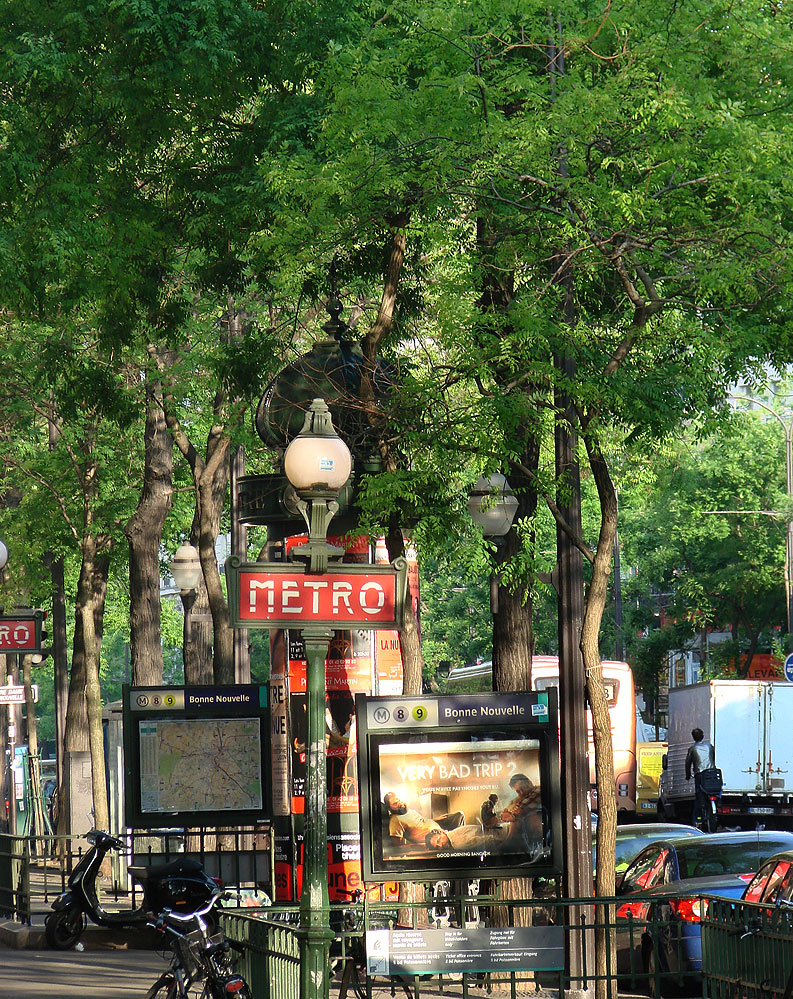
Une des bouches de métro de la station.

La station est implantée sous la section occidentale du boulevard de Bonne-Nouvelle, entre l'impasse de Bonne-Nouvelle et l'intersection formée par les rues Poissonnière et du Faubourg-Poissonnière. Approximativement orientée selon un axe est-ouest, elle s'intercale entre les stations Grands Boulevards et Strasbourg - Saint-Denis pour les deux lignes, parallèles sur cette section.
Les quais sont établis dans un ouvrage particulier édifié sous les Grands Boulevards, où les lignes 8 et 9 sont superposées. La station de la ligne 8, au niveau supérieur, est soutenue par celle de la ligne 9, au niveau inférieur.

## Historique
La station est ouverte le 5 mai 1931 sur la ligne 8 et le 10 décembre 1933 sur la ligne 9, avec la mise en service de leurs prolongements respectifs depuis Richelieu - Drouot, jusqu'à Porte de Charenton pour la première et Porte de Montreuil pour la seconde.
Elle tire sa dénomination de son implantation au nord du quartier de Bonne-Nouvelle, sous le boulevard éponyme qui doit son nom au voisinage de l'église Notre-Dame-de-Bonne-Nouvelle.
À l'occasion des célébrations du centenaire du métro, la station est rénovée en 2000 dans le cadre du programme « Renouveau du métro » de la RATP, et partiellement décorée sur le thème du cinéma ; les quais reçoivent alors un éclairage spécifique, caractérisé par des globes lumineux suspendus individuellement, rappelant d'une façon lointaine les luminaires de forme sphérique des années 1930. Ces globes, relativement similaires à ceux des candélabres de la station Cité sur la ligne 4, ont toutefois été retirés quelques années plus tard et remplacés par de simples tubes fluorescents.
Le 20 mars 2018, la moitié des plaques nominatives sur les quais des deux lignes sont provisoirement remplacées par la RATP pour célébrer l'arrivée du printemps, en parallèle d'une distribution de fleurs aux usagers, comme dans cinq autres stations,. Reprenant la police d'écriture spécifique des panneaux existants, les nouvelles pancartes, ornées de motifs représentant diverses fleurs et insectes printaniers, sont intitulées « C'est le printemps », leur disposition en alternance avec des plaques inchangées formant ainsi la phrase « Bonne Nouvelle, c'est le printemps ».

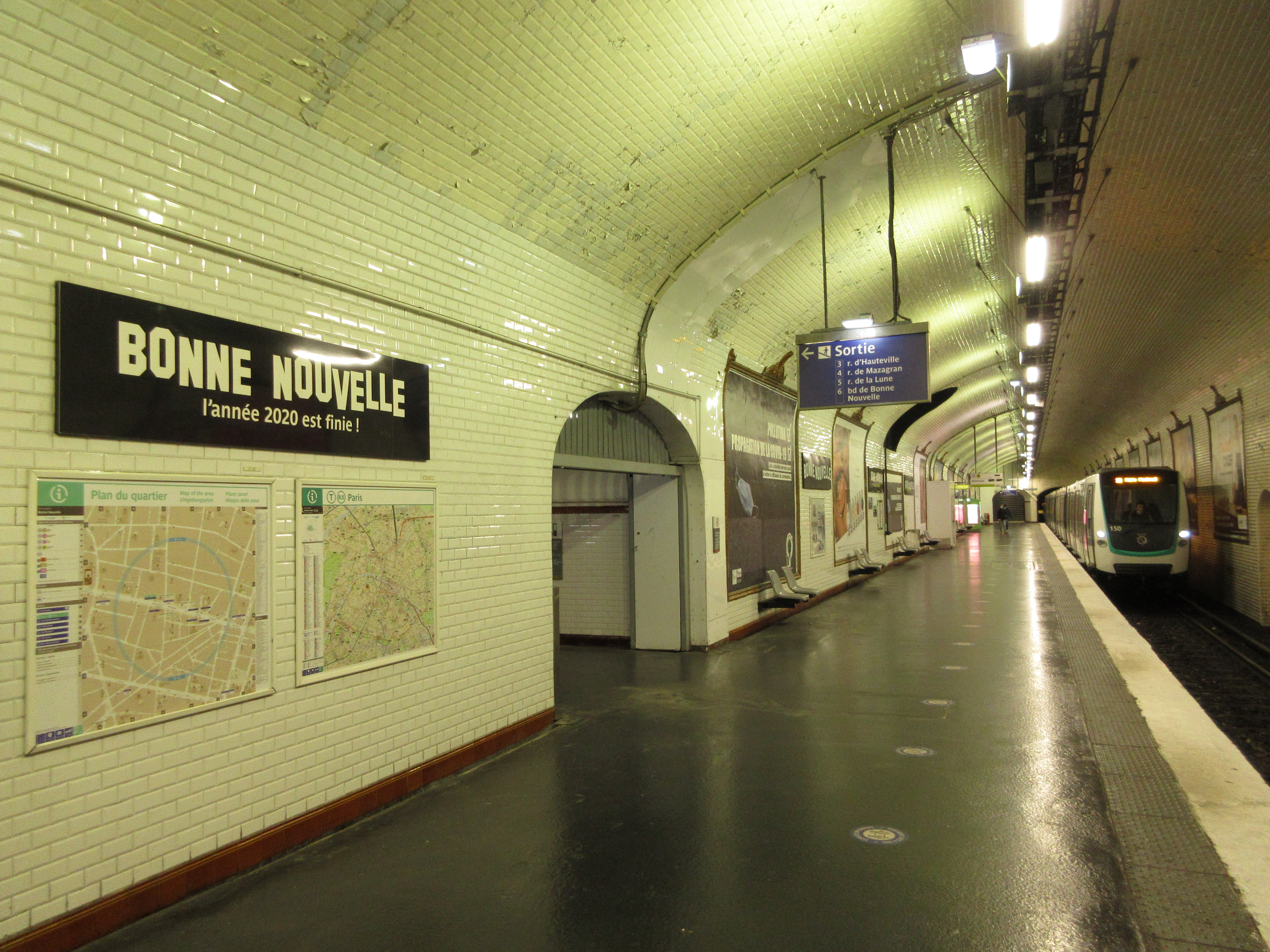
Renommage éphémère début 2021.

Le 31 décembre 2020, les panneaux de la station sont une nouvelle fois modifiés de façon éphémère à l'occasion du Nouvel an. Est ajouté à « Bonne-Nouvelle » l'intitulé « l’année 2020 est finie ! », manière humoristique de signifier la fin d'une année marquée par la pandémie de Covid-19. Cet ajout, contrairement au nom initial, figure en typographie Parisine avec des caractères réduits.

### Fréquentation
Nombre de voyageurs entrés à cette  station :
| Année                      | 2013      | 2014      | 2015      | 2016      | 2017      | 2018      | 2019      | 2020      | 2021      |
| -------------------------- | --------- | --------- | --------- | --------- | --------- | --------- | --------- | --------- | --------- |
| Nombre de voyageurs par an | 4 953 438 | 4 932 874 | 4 799 450 | 4 786 149 | 4 839 769 | 5 025 192 | 4 583 027 | 2 254 643 | 2 806 227 |
| Rang                       | 86e       | 87e       | 93e       | 95e       | 92e       | 91e       | 94e       | 101e      | 120e      |
| Nombre de stations         | 302       | 302       | 302       | 302       | 302       | 302       | 302       | 304       | 304       |

## Services aux voyageurs

### Accès
La station dispose de six accès, ornés pour chacun d'une balustrade ainsi que d'un candélabre de style Dervaux, et répartis en sept bouches de métro :
- l'accès 1 « Rue du Sentier », constitué d'une entrée par escalier fixe et d'une sortie par escalier mécanique montant, débouchant au droit du Grand Rex au no 5 du boulevard Poissonnière ;
- l'accès 2 « Rue du Faubourg-Poissonnière », constitué d'un escalier fixe se trouvant face au no 8 du boulevard Poissonnière ;
- l'accès 3 « Rue d'Hauteville », constitué d'un escalier fixe se situant au droit du no 24 du boulevard de Bonne-Nouvelle, à l'angle avec l'impasse Bonne-Nouvelle.
- l'accès 4 « Rue de Mazagran », constitué d'un escalier fixe, débouchant face à l'agence de La Poste au no 18 du boulevard de Bonne-Nouvelle, laquelle fait l'angle avec l'impasse Bonne-Nouvelle et la rue de Mazagran ;
- l'accès 5 « Rue de la Lune », constitué d'un escalier fixe, se trouvant au droit du no 11 du boulevard de Bonne-Nouvelle ;
- l'accès 6 « Boulevard de Bonne-Nouvelle », constitué d'un escalier fixe, se situant face au no 17 de ce même boulevard.

Les entrées orientales et occidentales ne sont distantes que d'une centaine de mètres en moyenne des accès les plus proches aux stations encadrantes, Grands Boulevards et Strasbourg - Saint-Denis, compte tenu de la proximité géographique de ces deux dernières.
À proximité de la salle de distribution figure le toponyme de la station en lettres métalliques, dont la typographie et la disposition sont calquées sur le célèbre « Panneau Hollywood » (Hollywood Sign en anglais) monumental sur la colline du quartier d'Hollywood, à Los Angeles.

Accès à la station
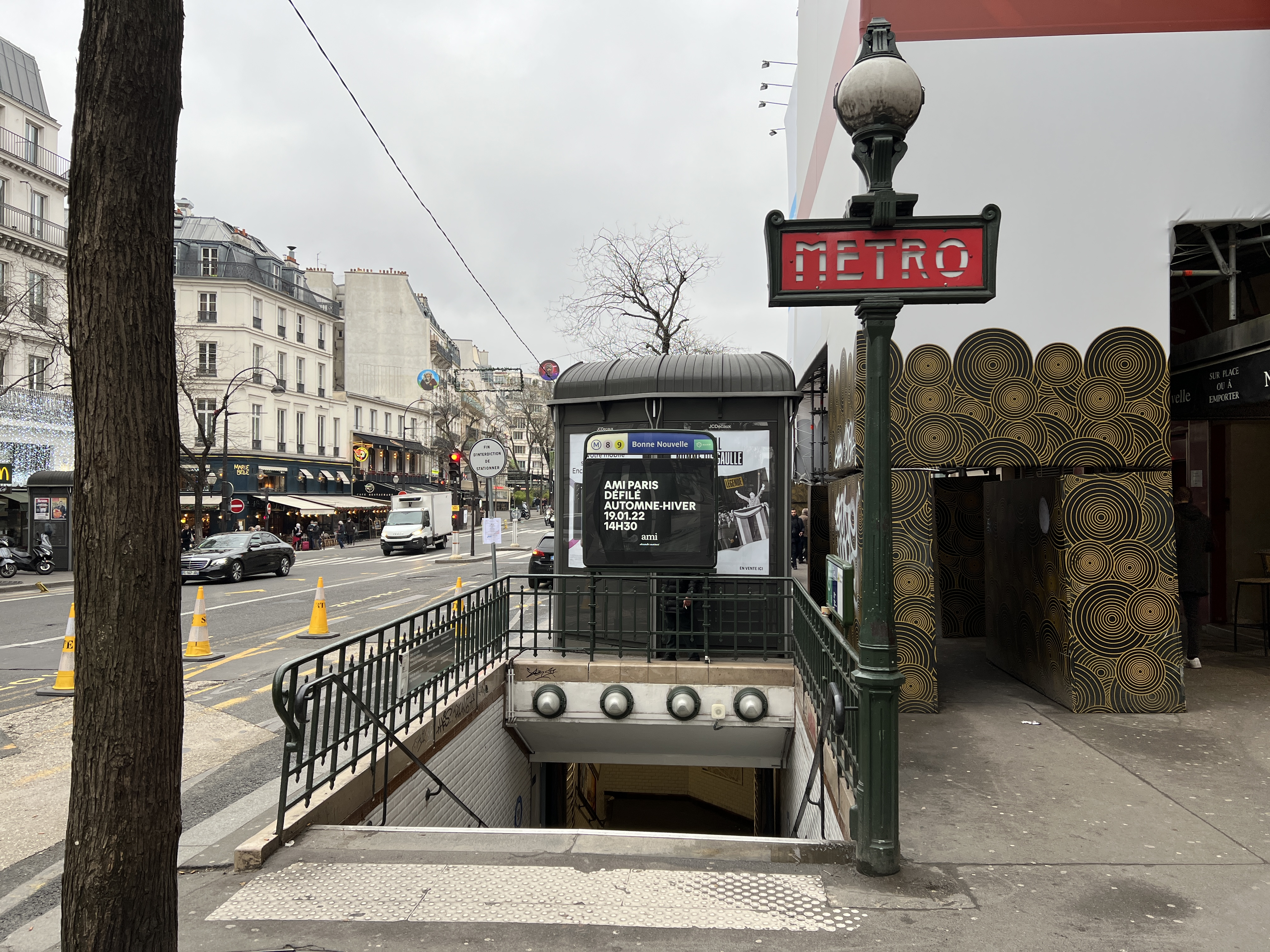
L'accès no 1 « Rue du Sentier ».
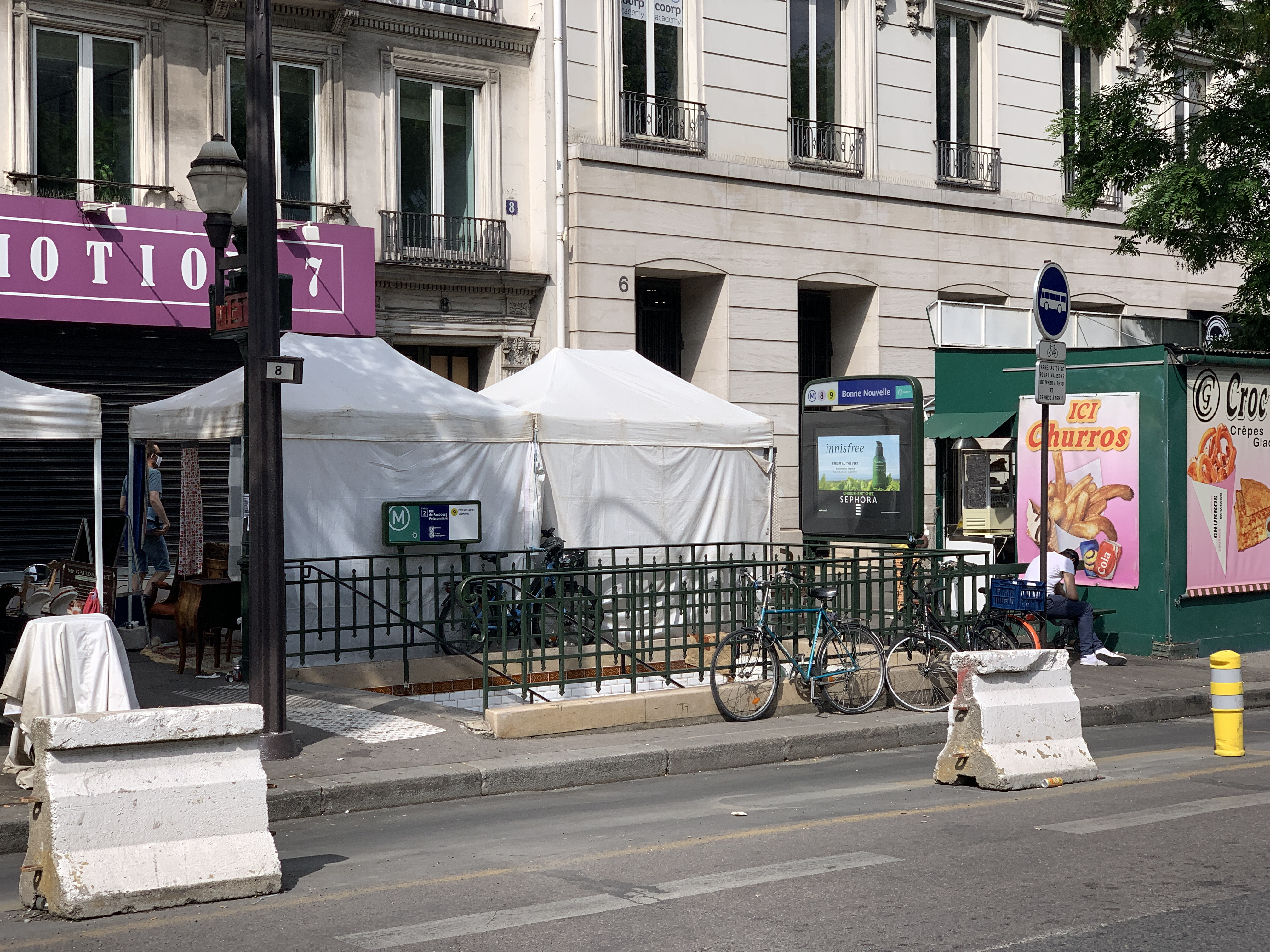
L'accès no 2 « Rue du Faubourg-Poissonnière ».
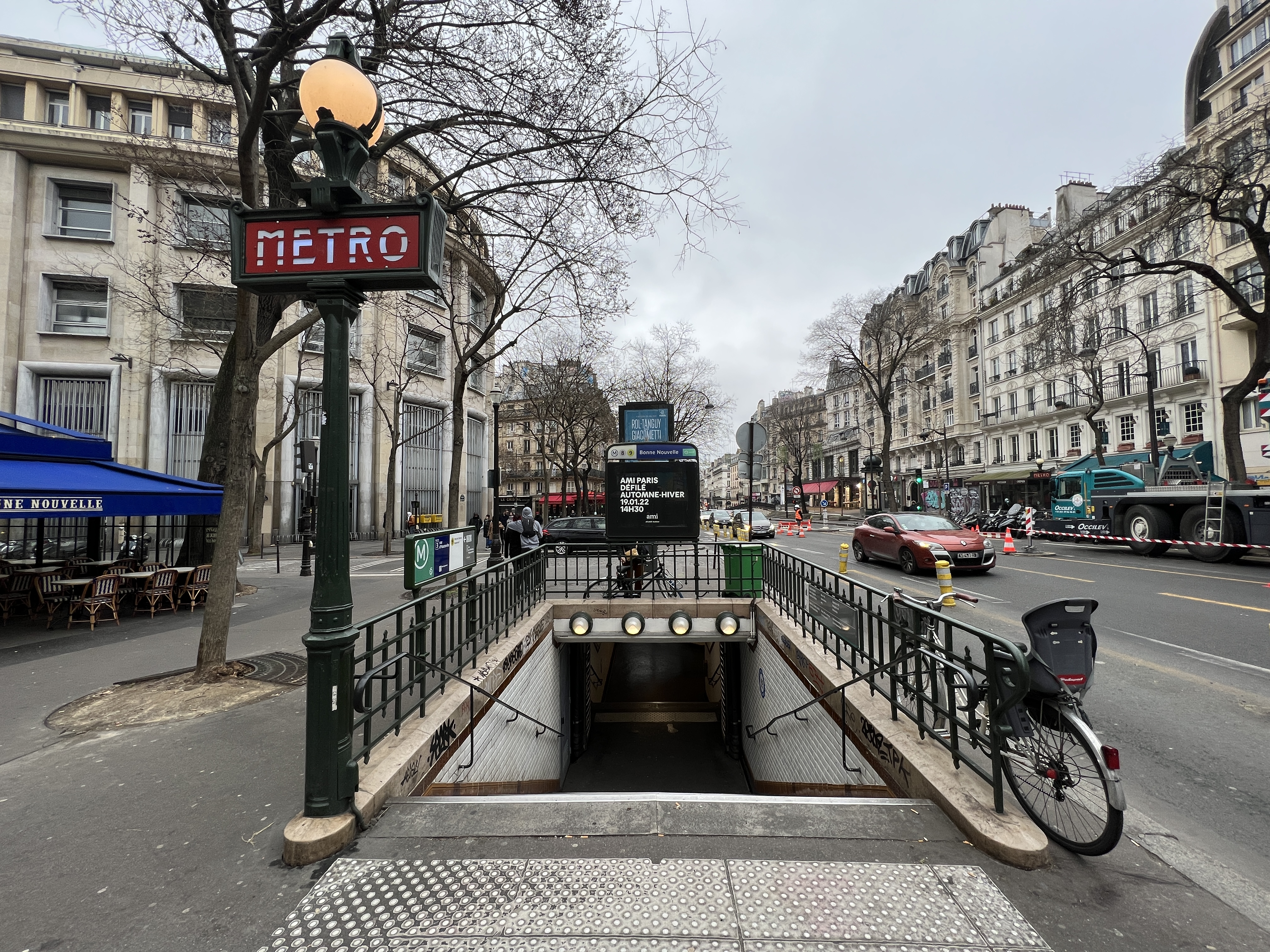
L'accès no 3 « Rue d'Hauteville ».
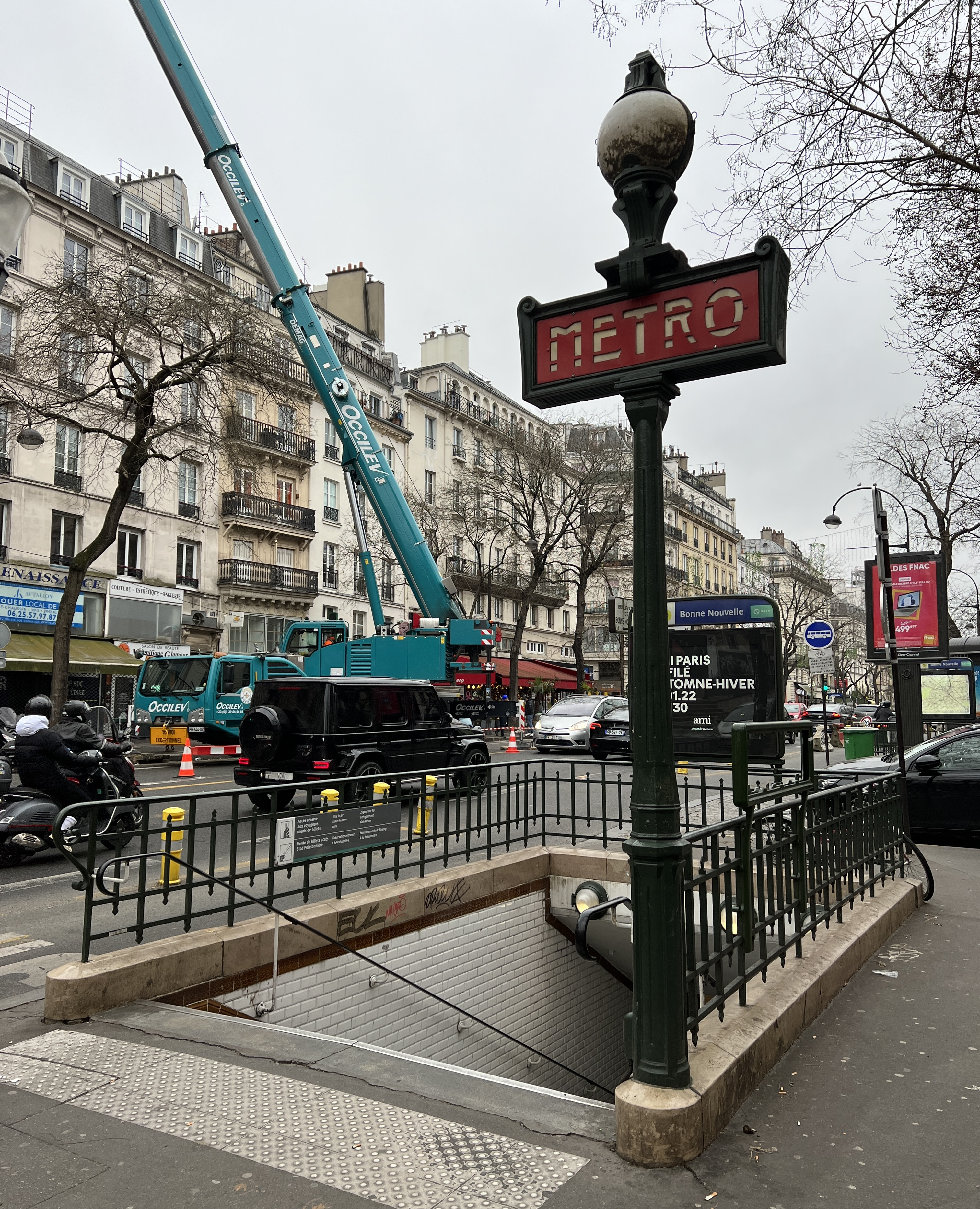
L'accès no 4 « Rue de Mazagran ».
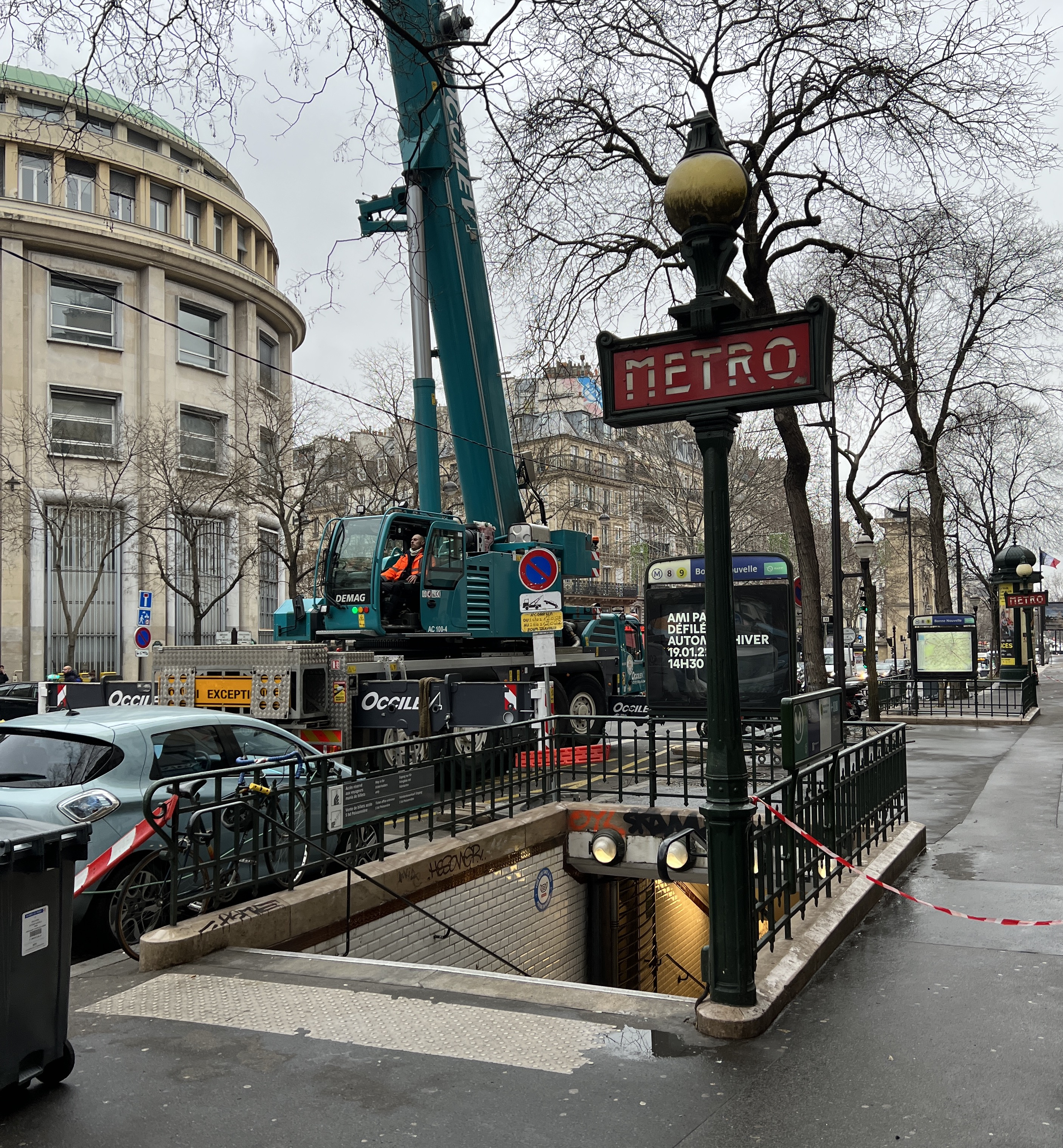
L'accès no 5 « Rue de la Lune ».
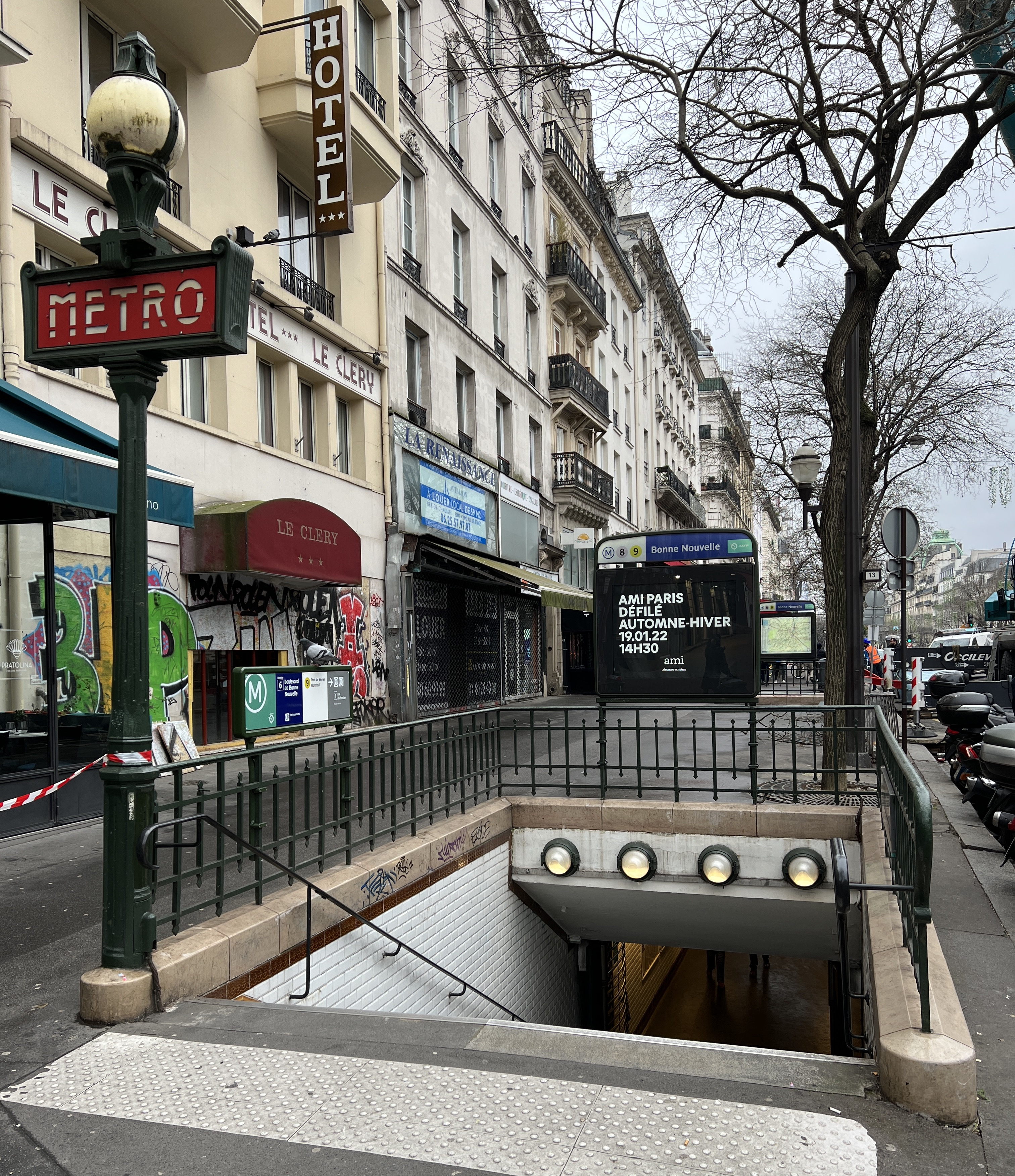
L'accès no 6 « Boulevard de Bonne-Nouvelle ».

.

### Quais

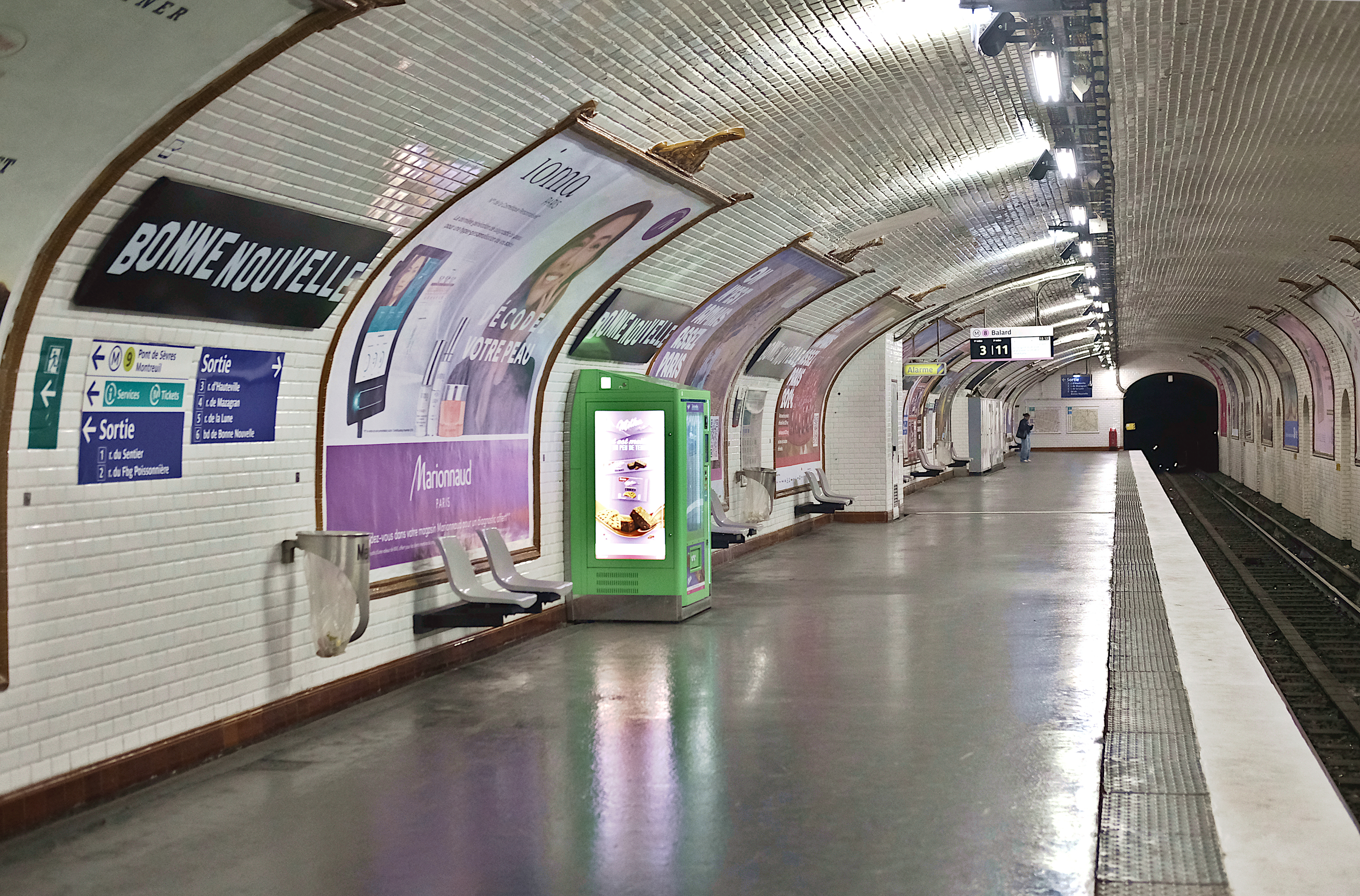
Plateforme de la ligne 8 (direction Créteil).

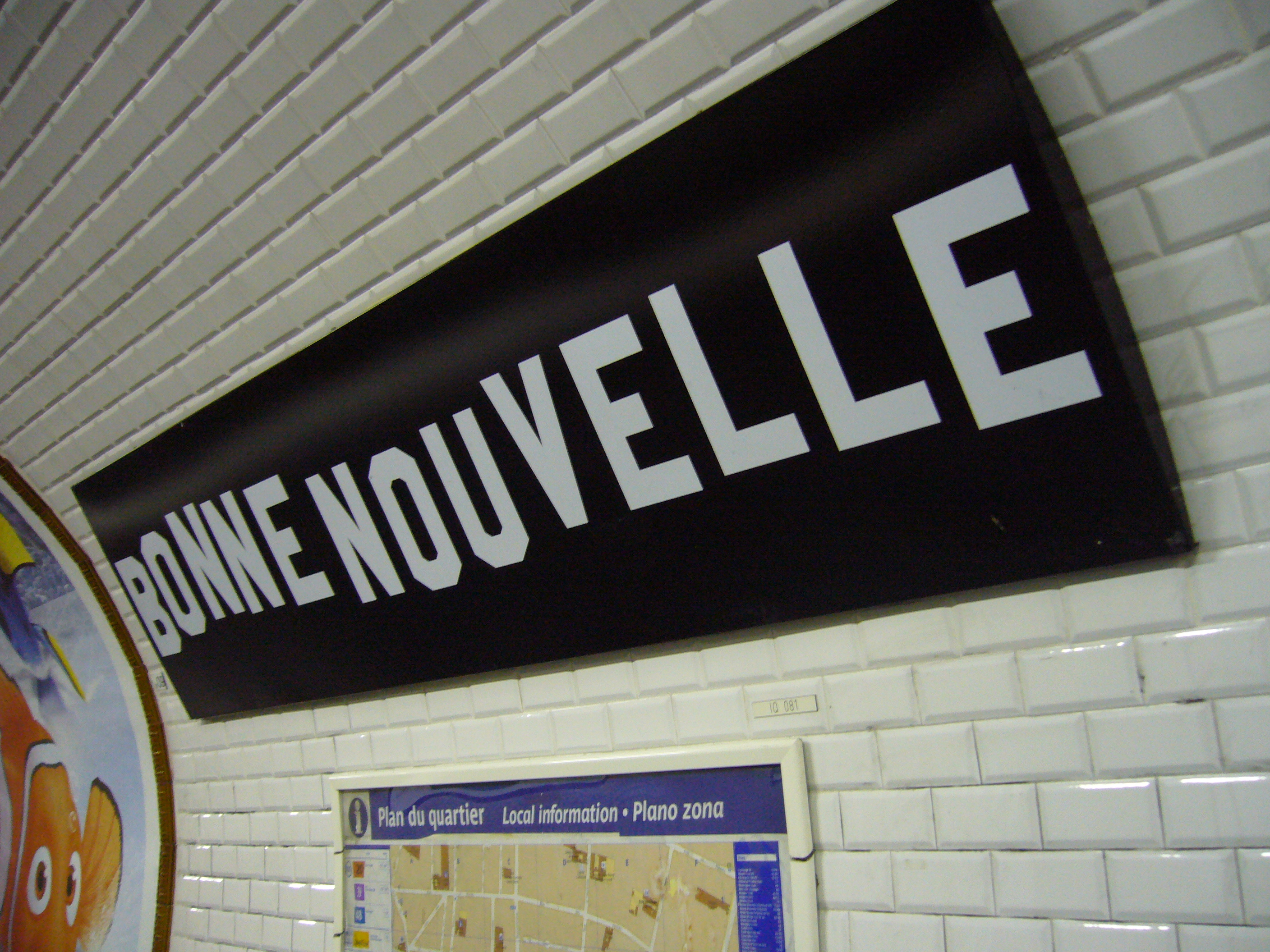
Plaque du nom de la station.

Les quais des deux lignes, longs de 105 mètres, sont de configuration particulière : au nombre de deux par point d'arrêt, ils sont isolés dans deux demi-stations séparées par un piédroit central du fait de leur édification au sein d'un terrain instable, chacune possédant une voûte elliptique. La hauteur de cette dernière est toutefois plus importante dans les demi-stations de la ligne 9, pourtant disposées en dessous de celles de la ligne 8.
La décoration est en partie culturelle sur le thème du cinéma depuis les célébrations du centenaire du métro. Ainsi, le nom de la station est inscrit sur des plaques émaillées noires, en lettres capitales selon une police de caractères et une disposition faisant référence au célèbre « panneau Hollywood ».
Le restant de l'aménagement est relativement classique : les carreaux en céramique blancs biseautés recouvrent les piédroits, voûtes et tympans, tandis que les cadres publicitaires sont en faïence à motifs végétaux dans le style « Entre-deux-guerres » de la CMP d'origine, mais de teinte marron au lieu de la couleur miel habituelle. Les sièges de style « Motte » sont gris et l'éclairage est assuré par des tubes semi-indépendants, fixés à une structure métallique.

### Intermodalité
La station est desservie par les lignes 20, 32 et 39 du réseau de bus RATP.

## À proximité
- Conservatoire national supérieur d'art dramatique
- Le Grand Rex
- Le Rex Club
- Théâtre du Gymnase Marie-Bell
- Square Jacques-Bidault
- Église Notre-Dame-de-Bonne-Nouvelle
- Musée du Chocolat
- Théâtre des Nouveautés
- Église Saint-Eugène-Sainte-Cécile

## Culture
La station est figurée avec des panneaux « Bonne-Nouvelle » sur les quais de Porte des Lilas - Cinéma dans le film Les Rois mages (2001), d'où sa configuration standard avec deux quais en vis-à-vis, disposition qui n'existe pas dans la vraie station.